# Brasilotitan
Brasilotitan is een geslacht van plantenetende sauropode dinosauriërs, behorend tot de Titanosauria, dat tijdens het late Krijt leefde in het gebied van het huidige Brazilië. De enige benoemde soort is Brasilotitan nemophagus.

## Vondst en naamgeving
In 2000, werd bij werkzaamheden aan de rijksweg bij Raposo Tavares nabij Presidente Prudente in de staat São Paulo het skelet opgegraven van een sauropode. De resten werden langs de kant van de weg gestort en gevonden door William Nava, de directeur van het paleontologische museum van Marília. De vondst werd in 2005 gemeld in de literatuur.
In 2013 is de typesoort Brasilotitan nemophagus benoemd en beschreven door Elaine Machado, Leonardo dos Santos Avilla, Nava, Diógenes de Almeida Campos en Alexander Wilhelm Armin Kellner. De geslachtsnaam verbindt een verwijzing naar Brazilië met het Griekse Titaan. De soortaanduiding betekent "weide-grazer" vanuit het Oudgriekse νέμος, nemos, "weide", en φάγος, phagos, "schranzer", een verwijzing naar een vermoede levenswijze als begrazer van lage planten.
Het holotype, MPM 125R, is gevonden in een laag van het Baurubekken van de Adamantinaformatie die dateert uit het Turonien-Santonien. Het bestaat uit een fragmentarisch skelet omvattende een rechterdentarium van de onderkaak, twee halswervels, drie sacrale wervels, een klauw en delen van een darmbeen en een zitbeen.

## Beschrijving
Brasilotitan is een nogal kleine sauropode met een geschatte lichaamslengte van acht meter. Het was in 2013 de kortste sauropode die ooit in Brazilië ontdekt was.
De beschrijvers wisten enkele onderscheidende kenmerken vast te stellen. De onderkaak heeft een L-vormig profiel waarbij de helft die deel uitmaakt van de samengroeiing van de onderkaken iets naar binnen gedraaid is. Dit kenmerk is nooit eerder bij een lid van de Titanosauria waargenomen en werd gezien als een aanpassing om de kaken te verbreden teneinde laaggroeiende kruiden te eten. De bovenkant van de samengroeiing is van voor naar achter gemeten breder dan de onderkant. De onderkant van de halswervels is naar boven gebogen. De halswervels hebben extra, naar voren gerichte, facetten op hun voorste gewrichtsuitsteeksels. De richels tussen de bases van de voorste gewrichtsuitsteeksels zijn in bovenaanzicht V-vormig.

## Fylogenie
Brasilotitan is door de beschrijvers in de Titanosauria geplaatst. Zijn positie daarin is vermoedelijk niet bijzonder basaal noch afgeleid, dus laag noch hoog. Het zou, afgaande op de vorm van de onderkaak, een nauwe verwant kunnen zijn van Antarctosaurus wichmannianus en Bonitasaura salgadoi.